# 일리노이주의 기

일리노이 주의 기

일리노이 주의 기 (1915 ~ 1969년)

일리노이의 기는 일리노이주의 깃발이다. 하얀 바탕에 일리노이 주의 문장과 주의 이름인 'ILLINOIS'가 새겨져있다.